# 80,000 Hours
80,000 Hours (80 000 heures) est une organisation londonienne à but non lucratif qui recherche quelles sont les carrières ayant le plus grand impact social positif. Elle fournit des conseils de carrière basés sur ces recherches, disponibles sur son site web, son podcast, ainsi que lors de séances de conseil individuelles. L'organisation fait partie du Centre pour l'altruisme efficace (Centre for Effective Altruism), rattaché au Centre Uehiro d'éthique pratique à l'université d'Oxford. Le nom de l'organisation fait référence au temps typique qu'une personne consacre au travail dans sa vie. C'était l'un des organismes à but non lucratif financés par l'incubateur de startups Y Combinator en 2015.

## Principes
Selon 80 000 Hours, certaines carrières visant à faire le bien sont beaucoup plus efficaces que d’autres. Ils évaluent les causes que les personnes peuvent adresser en termes d’échelle (nombre d'êtres concernés), du caractère négligé de la cause (par les structures caritatives ou de recherche existantes) et de la facilité à appliquer des solutions; les conseils sur les carrières sont eux évalués en fonction de leur potentiel d’impact social immédiat ou futur, et de l'adéquation de l'emploi avec la personne concernée.
Le groupe considère qu'il faut évaluer l'impact positif d'une carrière non pas uniquement par ses effets directs, mais par sa contribution globale au bien commun. Cette approche tient compte du concept de remplaçabilité, c'est-à-dire du fait que si l'on ne prend pas un emploi, le plus souvent, quelqu'un d'autre le fera,. L'organisation a également remis en question des conseils classiques de carrière, comme « suis ta passion ». Le directeur Benjamin Todd a argumenté que les gens sont le plus souvent passionnés dans des domaines qui présentent des opportunités de carrière limitées comme le sport ou l'art, et il recommande plutôt de se concentrer sur le développement de compétences dans un travail qui a du sens, la passion se développant généralement comme résultat de la maîtrise et du sens plutôt que d'en être un prérequis,.
80 000 Hours évalue à la fois les interventions directes, comme en recherche scientifique ou dans le domaine politique, et les approches plus indirectes, comme le fait de chercher à gagner un salaire élevé dans une carrière classique et en donner une partie (gagner pour donner).

## Domaines d'intervention
L'objectif principal de 80 000 Hours est de conseiller les diplômés talentueux âgés de 20 à 40 ans.
Il préconise une vision long terme, selon laquelle les conséquences morales les plus importantes de nos actions sont les conséquences sur les générations futures, en raison du grand nombre de personnes qui existeront ou pourraient exister à l'avenir. Ainsi l'organisation dépense des ressources significatives pour des interventions perçues comme ayant des effets persistants, telles que la sécurité et la gouvernance de l'intelligence artificielle, la prévention d'une guerre nucléaire ou de pandémies, et l'amélioration de la prise de décision dans les grandes organisations,.

## Voir également
- Gagner pour donner
- Altruisme efficace
- Éthique appliquée
- GiveWell